# Landaus' problemer
Landaus problemer er fire uløste matematiske problemer, som alle handler om primtal. De er opkaldt efter Edmund Landau, fordi han nævnte dem til den internationale matematikkongres i 1912. Problemerne er:
1. Goldbachs formodning: Kan ethvert lige tal større end 2 skrives som summen af to primtal?
2. Tvillingeprimtalsformodningen: Findes der uendeligt mange primtal p, så også p + 2 er et primtal?
3. Legendres formodning: Er der altid et primtal mellem to på hinanden følgende kvadrattal?
4. Findes der uendeligt mange primtal p, så p – 1 er et kvadrattal? Med andre ord: Er der uendeligt mange primtal af formen n²+1.

Alle fire problemer er uløste (2007)